# Relations entre Cuba et le Saint-Siège

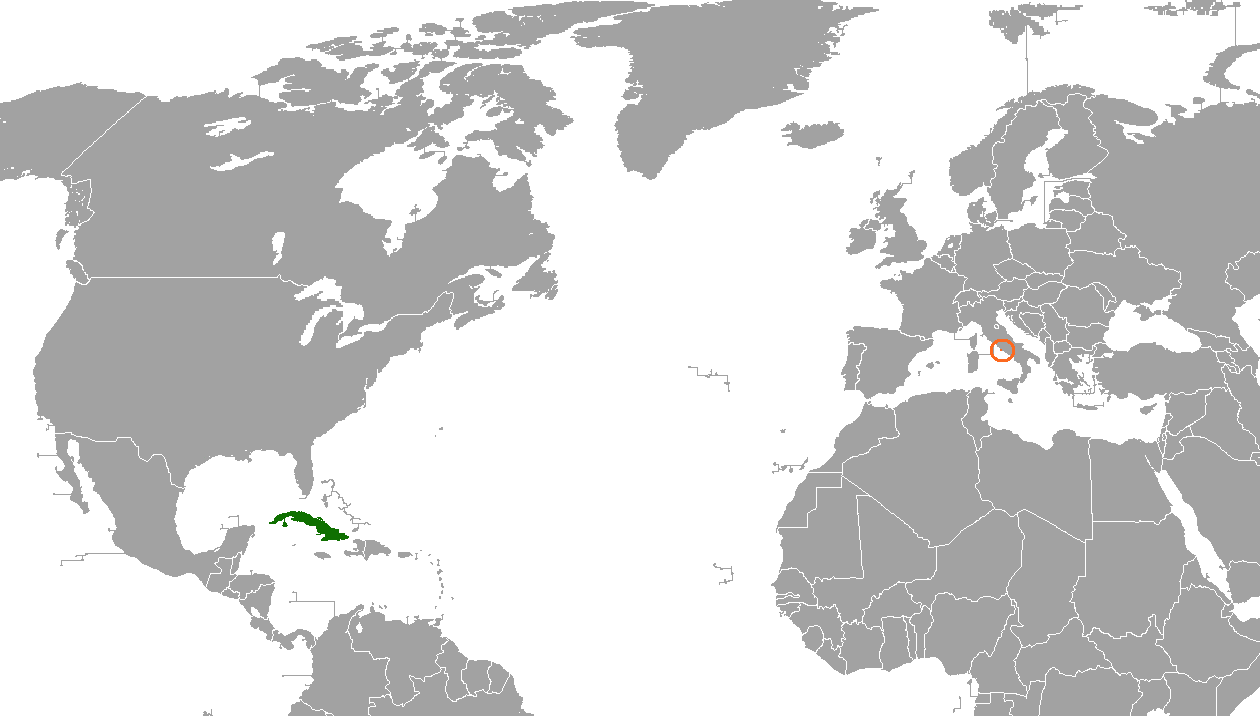
Localisation de Cuba (en vert) et du Saint-Siège (en orange)

Les relations entre Cuba et le Saint-Siège sont l'ensemble des relations diplomatiques entre Cuba et le Saint-Siège. Seuls trois papes ont visité Cuba : Jean-Paul II, Benoît XVI et François.

## Histoire

### Des années 1930 aux années 1970
Cuba et le Vatican entretiennent des relations diplomatiques continues depuis 1935.
Après la révolution cubaine de 1959, Certains prélats, comme Enrique Pérez Serantes, appuient dans un premier temps la victoire rebelle. Toutefois, le Premier ministre Fidel Castro met en place un régime communiste et impose l'athéisme d'État. Toutefois, du fait de l'enracination de la culture catholique sur l'île, la répression religieuse n'est jamais totale. Le Vatican ne rompt pas les relations diplomatiques avec Cuba. 
Dès les années 1960, le Vatican s'est souvent opposé à l'embargo des États-Unis contre Cuba sur la base d'un souci humanitaire. Lors de la crise des missiles de Cuba, Jean XXIII joue un rôle de médiation entre Nikita Khrouchtchev et John Fitzgerald Kennedy, à la demande de ce dernier.
Dans les années 1960, les relations sont toutefois très tendues, l’Église étant dans une confrontation ouverte avec le gouvernement qui prônait l'athéisme d’État. Beaucoup de prêtres sont expulsés.

### Amélioration des relations (années 1980 à aujourd'hui)
Les relations entre Cuba et le Vatican entrent dans une phase d'amélioration nette à la fin des années 1980. Le cardinal Roger Etchegaray est reçu par Castro sur l'île afin de parler des relations entre l'Etat et l'Eglise. Castro se montre favorable à une visite du pape à Cuba. En juillet 1994, le cardinal Bernardin Gantin est reçu par Castro, et soutient que la liberté religieuse a été améliorée à Cuba. Jean Paul II reçoit Castro à Rome en 1996.
En 1998, Jean Paul II devient le premier pape à rendre visite à Cuba. Il y critique le socialisme autoritaire, en même temps que le capitalisme néolibéral. Benoît XVI se rend sur l'île à son tour en 2012, et rencontre Raúl Castro.
En 2015, François devient le troisième pape à rendre visite à Cuba. Il se montre implicitement critique envers le régime politique cubain. Il agit en tant que tierce partie entre Cuba et les États-Unis. Cela participe du dégel cubain.

## Représentants apostoliques à Cuba depuis 1898
La nonciature apostolique (en) est établie à La Havane depuis 1935.
Délégués apostoliques
- Placide Louis Chapelle (1898 – 1905)
- Giuseppe Aversa (de) (1906 – 1909), également archevêque titulaire de Sardes (de)
- Adolfo Alejandro Nouel (en) (1913 – 1915?)
- Tito Trocchi (en) (1915  – 1921), également archevêque titulaire de Lacédémone
- Pietro Benedetti (en) (1921 – 1926), également archevêque titulaire de Tyr

Nonces apostoliques
- George J. Caruana (en) (1935 – 1947), également archevêque titulaire de Sébaste (de)
- Antonio Taffi (en) (1947 – 1950), également archevêque titulaire de Sergiopolis (de)
- Giuseppe Burzio (1950 – 1955), également archevêque titulaire de Gortyne (de)
- Luigi Centoz (en) (1954 – 1962), également archevêque titulaire d'Édesse-en-Osroène
- Cesare Zacchi (1974 – 1975), également archevêque titulaire de Zella (de)

Pro-nonces apostoliques
- Mario Tagliaferri (1975 – 1980), également archevêque titulaire de Formiae (de)
- Giulio Einaudi (1980 – 1988), également archevêque titulaire de Villamagna-en-Tripolitaine (de)
- Faustino Sainz Muñoz (1988 – 1992), également archevêque titulaire de Novaliciana (de)

Nonces apostoliques
- Beniamino Stella (1992 – 1999), également archevêque titulaire de Midila (de)
- Luis Robles Díaz (1999 – 2003), également archevêque titulaire de Stephaniacum (de)
- Luigi Bonazzi (2004 – 2009), également archevêque titulaire d'Atella (de)
- Giovanni Angelo Becciu (2009 – 2011), également archevêque titulaire de Rusellae (de)
- Bruno Musarò (2011 – 2015), également archevêque titulaire d'Abari
- Giorgio Lingua (2015 – 2019), également archevêque titulaire de Tuscania (de)
- Giampiero Gloder (depuis 2019), également archevêque titulaire de Telde (de)